# Camino Real (Valencia)

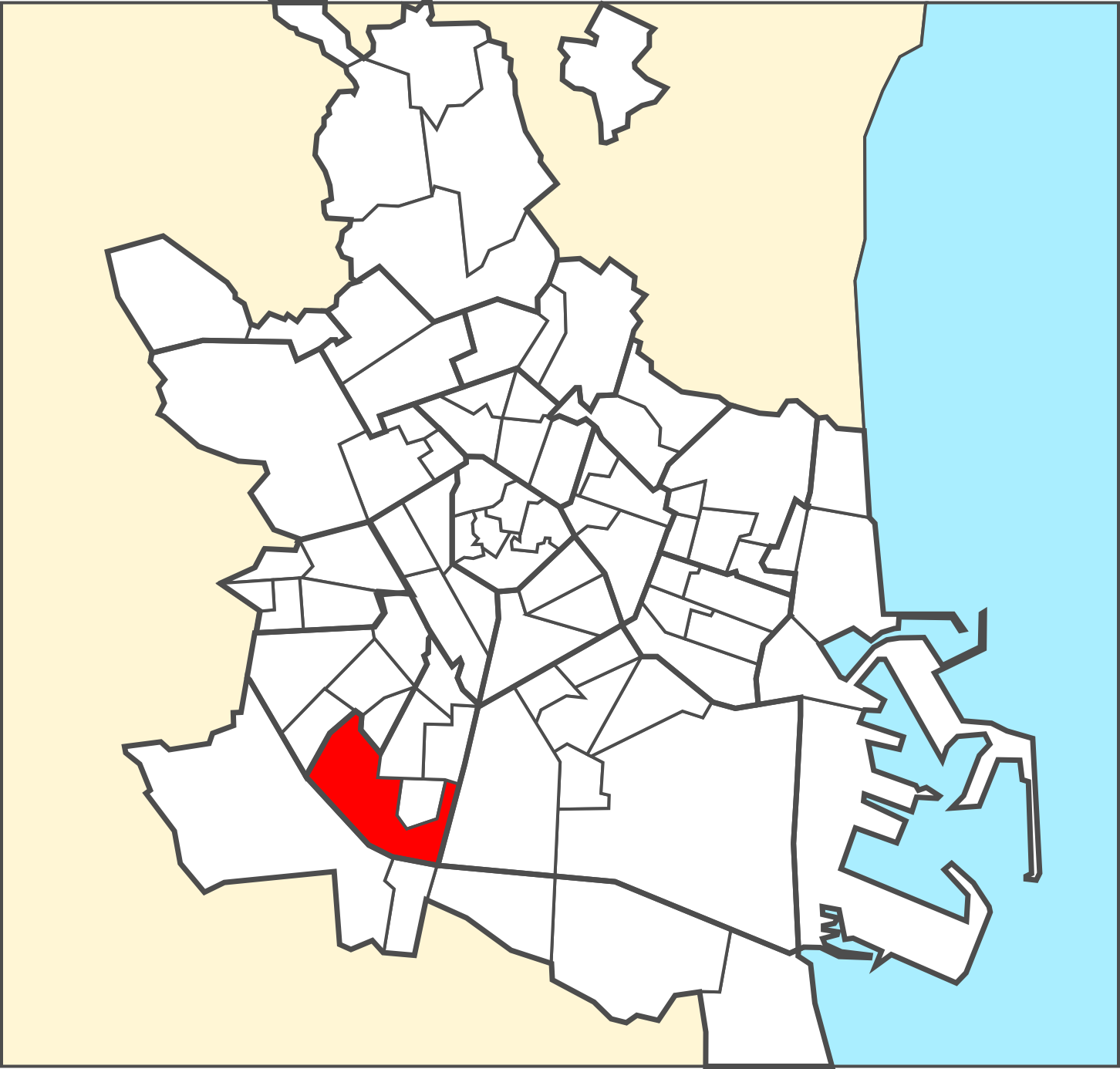
El barrio de Camino Real en el municipio de Valencia.

Camino Real (en valenciano Camí Real) es un barrio de la ciudad de Valencia (España), perteneciente al distrito de Jesús. Está situado al suroeste de la ciudad y limita al norte con El Huerto de Senabre, San Marcelino y La Cruz Cubierta, al este con Malilla, al sur con La Torre y Faitanar y al oeste con San Isidro. Su población en 2022 era de 3.831 habitantes.

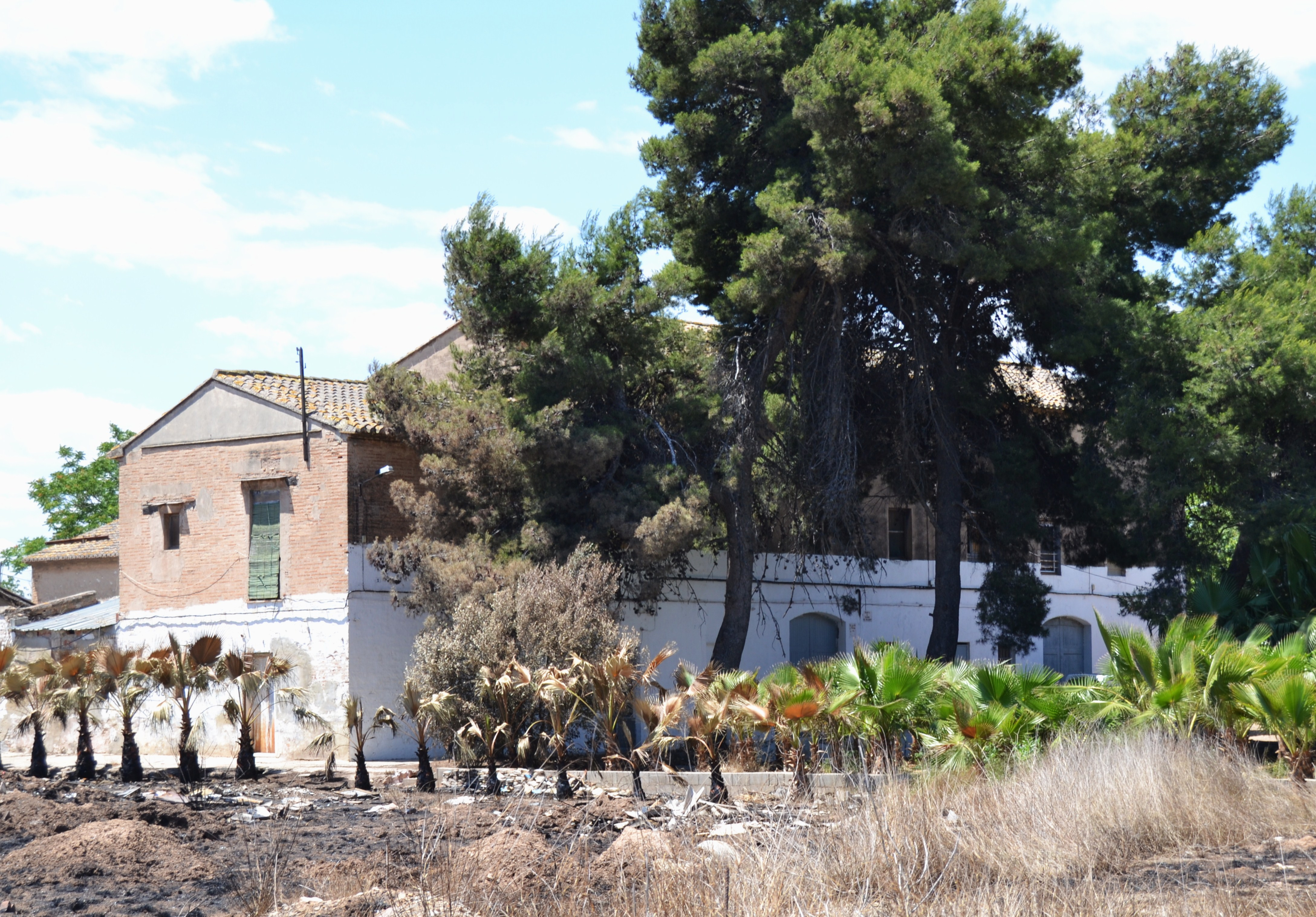
Una alquería al lado del parque de la Rambleta en el barrio de Camino Real.